# سارا کیرش

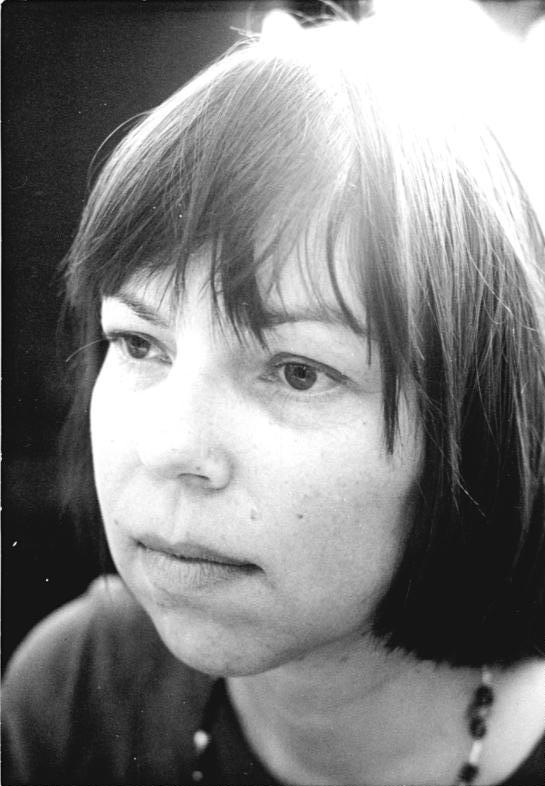
Sarah Kirsch in 1976

سارا کیرش (آلمانی: Sarah Kirsch) شاعر زن اهل آلمان بود.

## زندگی‌نامه
کیرش در ۱۶ آوریل ۱۹۳۵ در شهر هاله به دنیا آمده بود. نام واقعی وی، اینگرید برنشتاین (به آلمانی: Ingrid Bernstein) بود. او در سال ۱۹۵۸ هنگامی که دانشجوی رشتهٔ بیولوژی دانشگاه هاله بود، تحصیلاتش را ناتمام گذاشت و به عنوان اعتراض به نسل‌کشی یهودیان در دوران نازی‌ها، خود را سارا خواند. در همان سال با راینر کیرش که او هم شاعر بود، ازدواج کرد. این دو در سال ۱۹۶۵ کتاب شعر مشترکی با عنوان «گفتگوهایی با دایناسورها» منتشر ساختند.
سارا کیرش که پس از جدایی از همسرش به برلین شرقی رفته بود، در سال ۱۹۷۶ به‌خاطر اعتراض به «تبعید» خواننده و ترانه‌سرای مشهور آلمان دموکراتیک، ولف بیرمن، از حزب کمونیست این کشور اخراج شد و تحت نظر سازمان امنیت آلمان دموکراتیک، «اشتازی» قرار گرفت. پس از یک سال مجبور شد با پسرش به برلین غربی نقل مکان کند. او پس از اتحاد دو آلمان، از نویسندگان و شاعرانی که در آلمان دموکراتیک با «اشتازی» همکاری کرده بودند، شدیداً انتقاد کرد و در سال ۱۹۹۶ از عضویت در «انجمن قلم آلمان» به دلیل «اتحاد دو انجمن قلم آلمان شرقی و غربی» استعفا داد. کیرش در سال ۱۹۹۶ دعوت «آکادمی هنرهای برلین» برای تدریس را هم رد کرد. در طول عمر خود تقریباً تمام جوایز ادبی آلمان را از آن خود کرد

سارا کیرش شاعری بود که کمتر حاضر به مصاحبه با رسانه‌ها می‌شد. او در سال ۱۹۹۶ یکبار با خبرنگار روزنامهٔ «اشتوتگارتر ناخریشتن» قرار مصاحبه گذاشته بود، ولی بعد آن را به هم زد و به عنوان پوزش نوشت: 
«من از طریق نوشته‌هایم حرف می‌زنم. در این نوشته‌ها تنها چیزی که برایم اهمیت ندارد، موضع‌گیری سیاسی است. چه چیزی برایم اهمیت دارد؟ نوشتن متنی خوب که دیگران هم آن را بخوانند. خواننده‌های من بهتر است تا آنجا که ممکن است مرا به‌حال خود بگذارند و اشعارم را بخوانند.»
او در طول زندگی خود همواره می‌گفت: «وضعیت یک نویسنده هر قدر هم که خراب باشد، باز هم کافی نیست.»
سارا کیرش، در ۵ مه ۲۰۱۳ در سن ۷۸ سالگی در اثر بیماری در هایده (اشلسویگ-هولشتاین) درگذشت.